# Unió Europea de Ciclisme
La Unió Europea de Ciclisme (Union Européenne de Cyclisme - UEC) és una de les cinc confederacions membres de la Unió Ciclista Internacional. La seva seu central es troba a Aigle, Suïssa.
La UEC és l'encarregada d'organitzar els Campionats d'Europa de les diferents disciplines ciclistes. Actualment 48 Federacions nacionals són membres de la UEC.

## Presidents

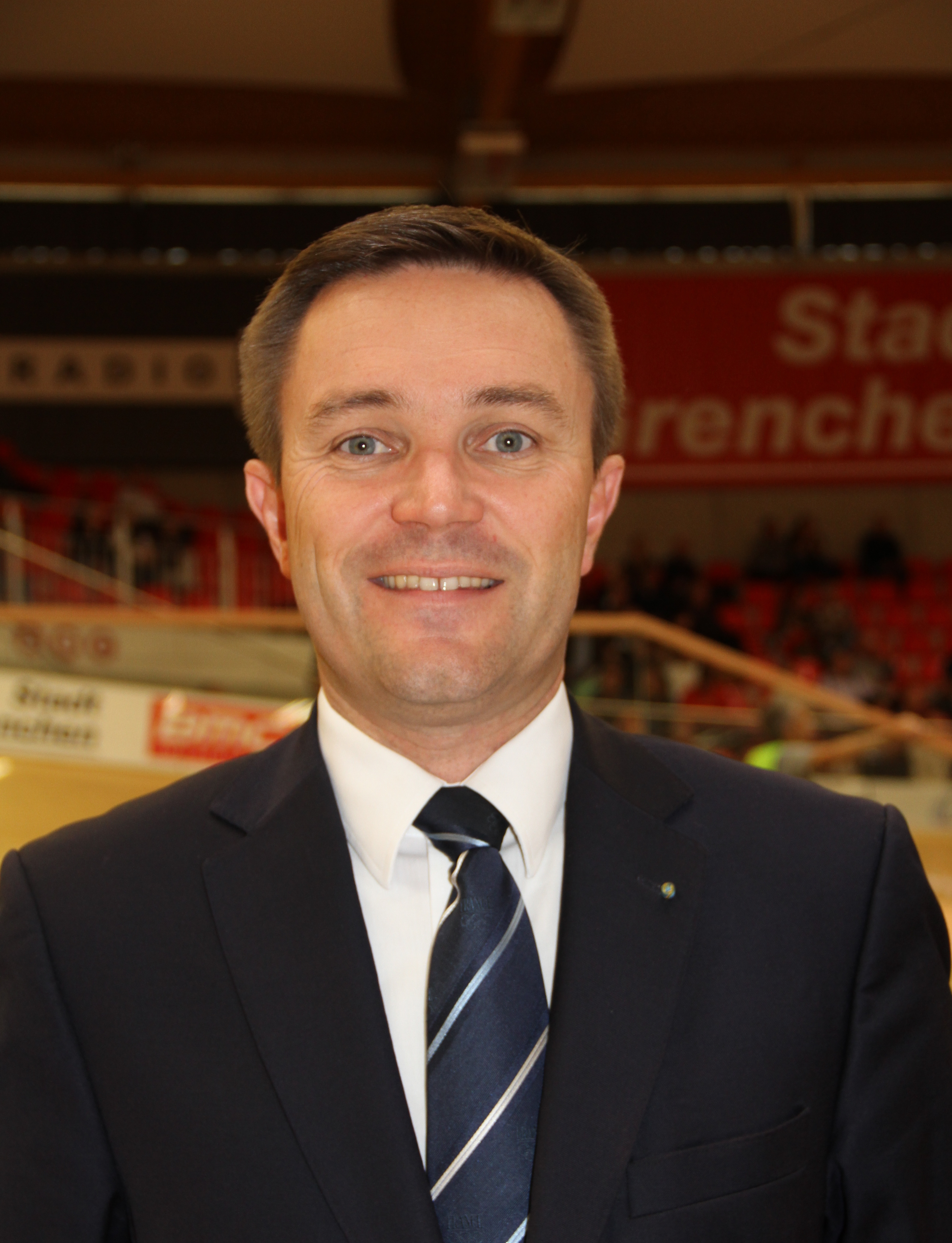
David Lappartient

| Nom                 | País     | Presidència |
| ------------------- | -------- | ----------- |
| Werner Göhner       | Alemanya | 1990-2001   |
| Vladimir Holecek    | Txèquia  | 2001-2009   |
| Wojciech Walkiewicz | Polònia  | 2009-2013   |
| David Lappartient   | França   | 2013-       |

## Principals competicions
- Campionats d'Europa de ciclisme en ruta
- Campionats d'Europa de ciclisme en pista
- Campionats d'Europa de ciclisme en pista sub-23
- Campionats d'Europa de ciclisme en pista júnior
- Campionats d'Europa de ciclocròs
- Campionats d'Europa de ciclisme de muntanya
- Campionats d'Europa de BMX